# Биведо-Ларидо-Марацоне (Тренто)
Биведо-Ларидо-Марацоне је насеље у Италији у округу Тренто, региону Трентино-Јужни Тирол.
Према процени из 2011. у насељу је живело 490 становника. Насеље се налази на надморској висини од 778 м.